# Сутон
Сутон(англ."Sutton tube") или рефлектен кристон е вид електронна лампа,която се използва за генериране на микровълни. През 1940 г. Робърт Сутон в Бристолския университет започна разработването на едно-резонаторен рефлекс клистрон за локалния осцилатор на приемник..
- Принципна схема
- Корпус